# WildFly
In informatica WildFly (precedentemente noto come JBoss AS o semplicemente JBoss) è un application server open source multipiattaforma, interamente realizzato in Java, che implementa le specifiche Java EE. Originariamente creato dalla società "JBoss Inc.", nel 2006, il sistema è stato acquistato da Red Hat per 420 milioni di dollari e viene gestito come progetto open source, sostenuto da un'enorme rete di sviluppatori. A WildFly sono associati una quantità di altri prodotti, incluso Hibernate, Undertow, JBoss ESB, jBPM, JBoss Rules (ex Drools), Infinispan, JGroups, Gatein, SEAM, JBoss Transaction, e ActiveMQ.

## Componenti del prodotto
- Clustering
- Failover (comprese le sessioni)
- Load balancing
- Distributed caching (utilizzando JBoss Cache, un prodotto standalone)
- Distributed deployment (farming)
- Enterprise JavaBeans
- supporto per Aspect-Oriented Programming(AOP) (vedi Programmazione orientata agli aspetti)
- Integrazione con Hibernate(per la persistence programming; JPA)
- Supporto per Web service JAX-RPC (Java API for XML for Remote Procedure Call)
- Integrazione con Java Message Service
- Integrazione con J2EE Connector Architecture (Java Connector Architecture)
- Integrato con JACC (Java Authorization Contract for Containers)
- JSP/Servlet (Undertow)
- RMI IIOP (JacORB, alias Java and CORBA)
- JTA (Java Transaction API)
- JDBC
- SAAJ (SOAP with Attachments API for Java)
- JNDI (Java Naming and Directory Interface)
- JAAS (Java Authentication and Authorization Service)
- JavaMail
- Deployment API
- Management API